# Anna Omarova
Anna Aleksandrovna Tolokina, coniugata Omarova (in russo Анна Александровна Толокина-Омарова?; Pjatigorsk, 3 ottobre 1981), è una pesista russa.

## Biografia
Nel 2017 viene trovata positiva al Dehydrochloromethlytestosterone ad un test antidoping effettuato il 28 agosto 2011 e squalificata due anni dalle competizioni fino al 27 marzo 2019.

## Palmarès
| Anno | Manifestazione  | Sede       | Evento         | Risultato | Misura  | Note |
| ---- | --------------- | ---------- | -------------- | --------- | ------- | ---- |
| 2007 | Europei indoor  | Birmingham | Getto del peso | 6ª        | 17,98 m |      |
| 2007 | Mondiali        | Osaka      | Getto del peso | 8ª        | 18,20 m |      |
| 2008 | Mondiali indoor | Valencia   | Getto del peso | 8ª        | 17,75 m |      |
| 2008 | Olimpiadi       | Pechino    | Getto del peso | 4ª        | 19,08 m |      |
| 2009 | Europei indoor  | Torino     | Getto del peso | 4ª        | 18,37 m |      |
| 2011 | Mondiali        | Taegu      | Getto del peso | dq        | dq      |      |

## Altre competizioni internazionali
2007
- Coppa Europa di atletica leggera ( Monaco di Baviera)

2008
- Coppa Europa di atletica leggera ( Annecy)